# Копиловцкий монастырь
Копиловцкий монастырь (болг. Копиловски манастир) или Копиловцкий монастырь Благовещения Пресвятой Богородицы (болг. Копиловски манастир „Свето Благовещение на Пресвета Богородица“) — православный мужской монастырь в Болгарии, находящийся в юрисдикции церкви истинно-православных христиан Греции (Синод Каллиника).
Расположен близ села Копиловци в Кюстендилской области.

## История
Монастырь был основан в 2003 году схиархимандритом Кассианом и в 2005 году принят в юрисдикцию Болгарской православной старостильной церкви.
С 2003 по 2009 год, на средства, полученные от земледелия, в монастыре был построен главный монастырский храм, освящённый в честь Благовещения Пресвятой Богородицы; возведены ограда, а также жилые и хозяйственные помещения.
В 2009 году монастырь вошёл в юрисдикцию Церкви ИПХ Греции (Синод Каллиника).